# بيل هنري (صحفي)
بيل هنري (بالإنجليزية: Bill Henry)‏ هو صحفي ومعلق رياضي أمريكي، ولد في 1890، وتوفي في 1970.

## روابط خارجية
- بيل هنري على موقع أوليمبيديا (الإنجليزية)